# Invasione di Algeri (1830)

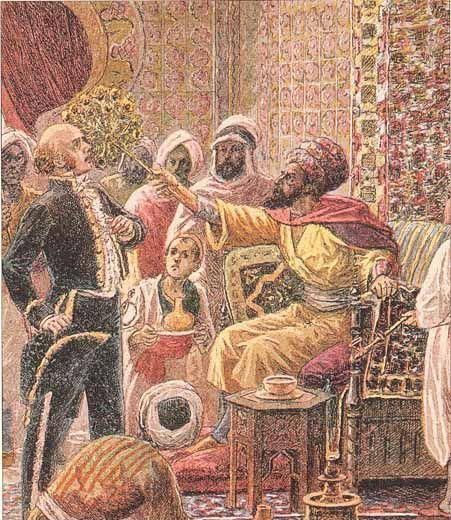
Il "Caso del ventaglio" che fu il pretesto per l'invasione.

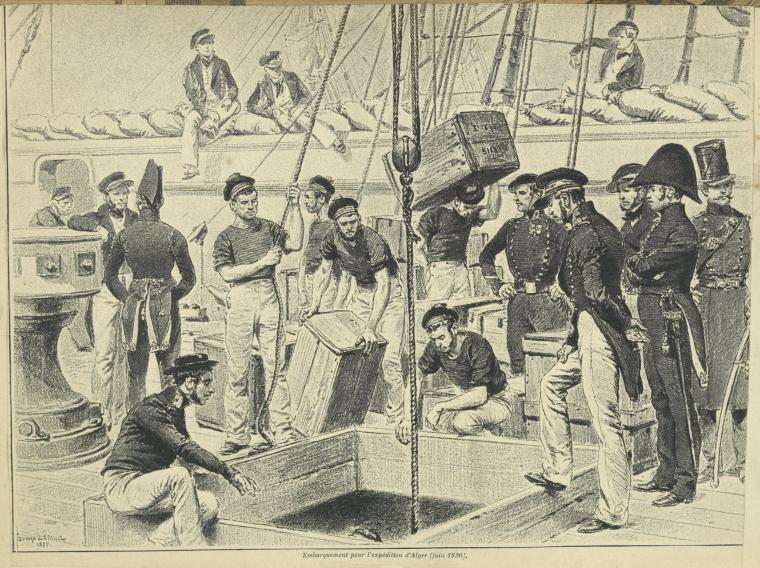
Marinai caricano le navi per la spedizione.

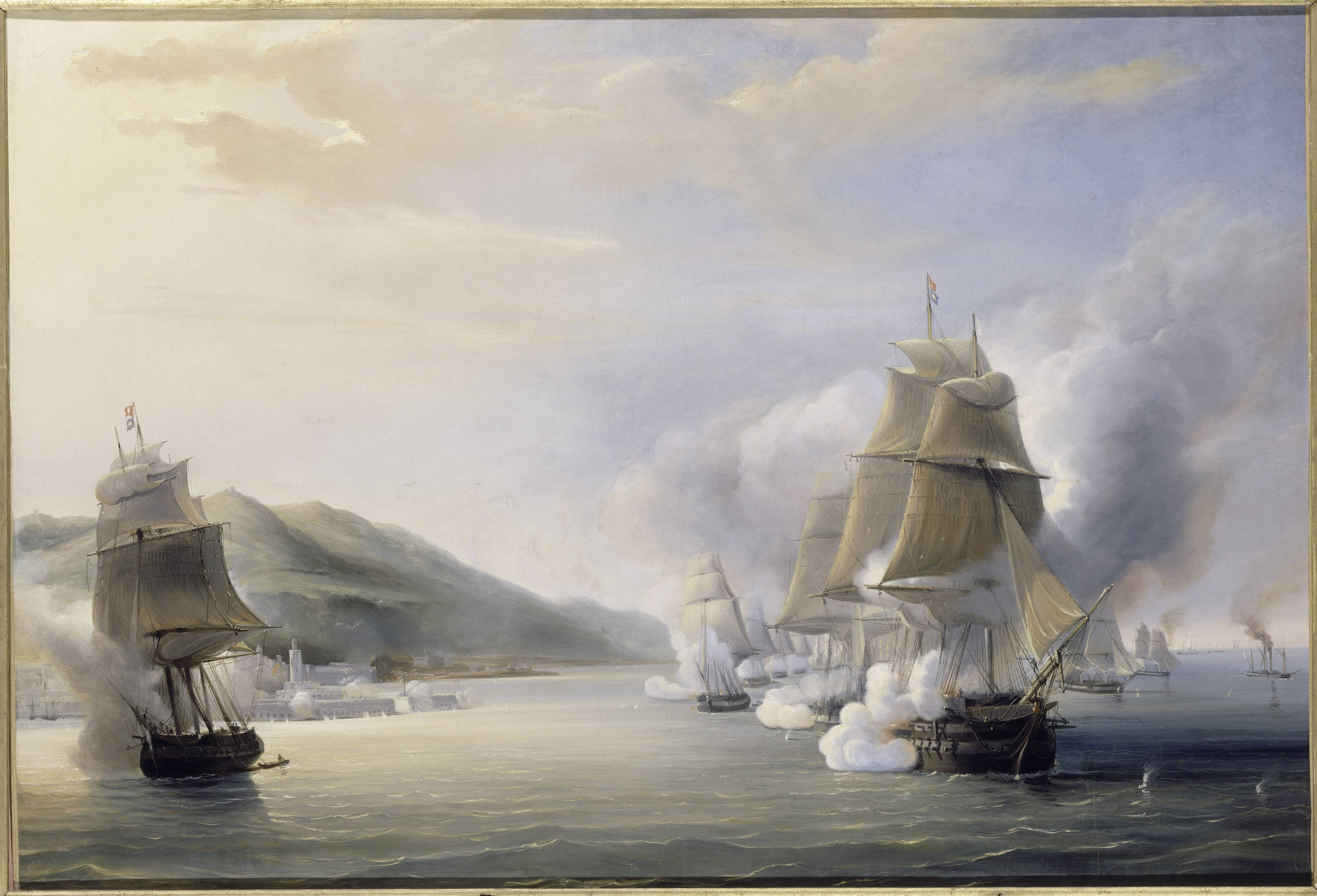
Attacco dell'ammiraglio Duperré.

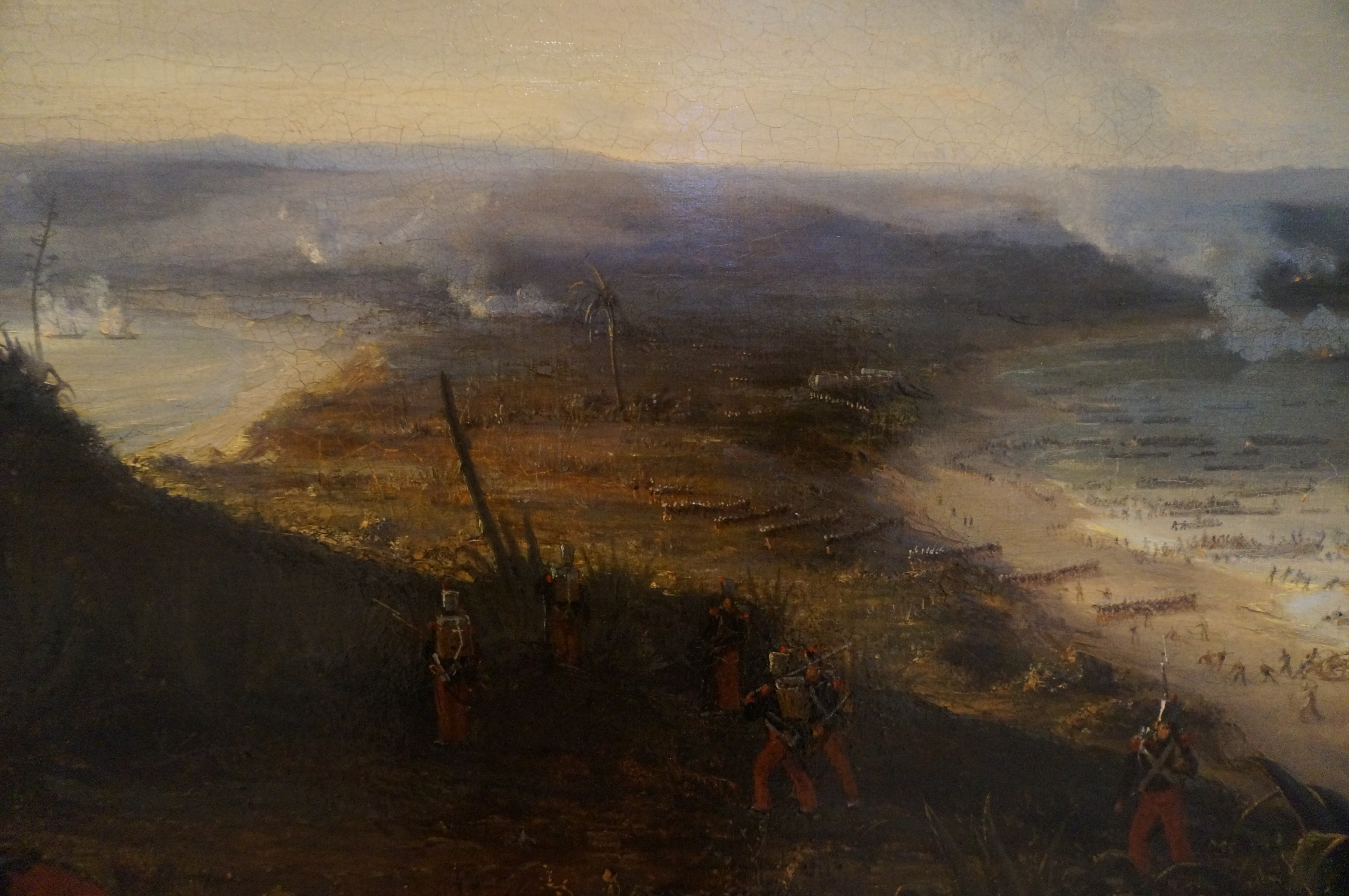
Lo sbarco a Sidi Ferruch il 14 giugno 1830.

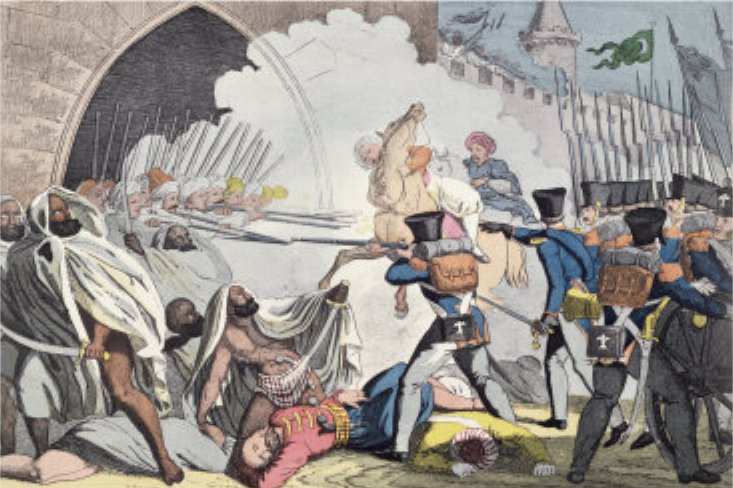
Combattimenti alle porte di Algeri.

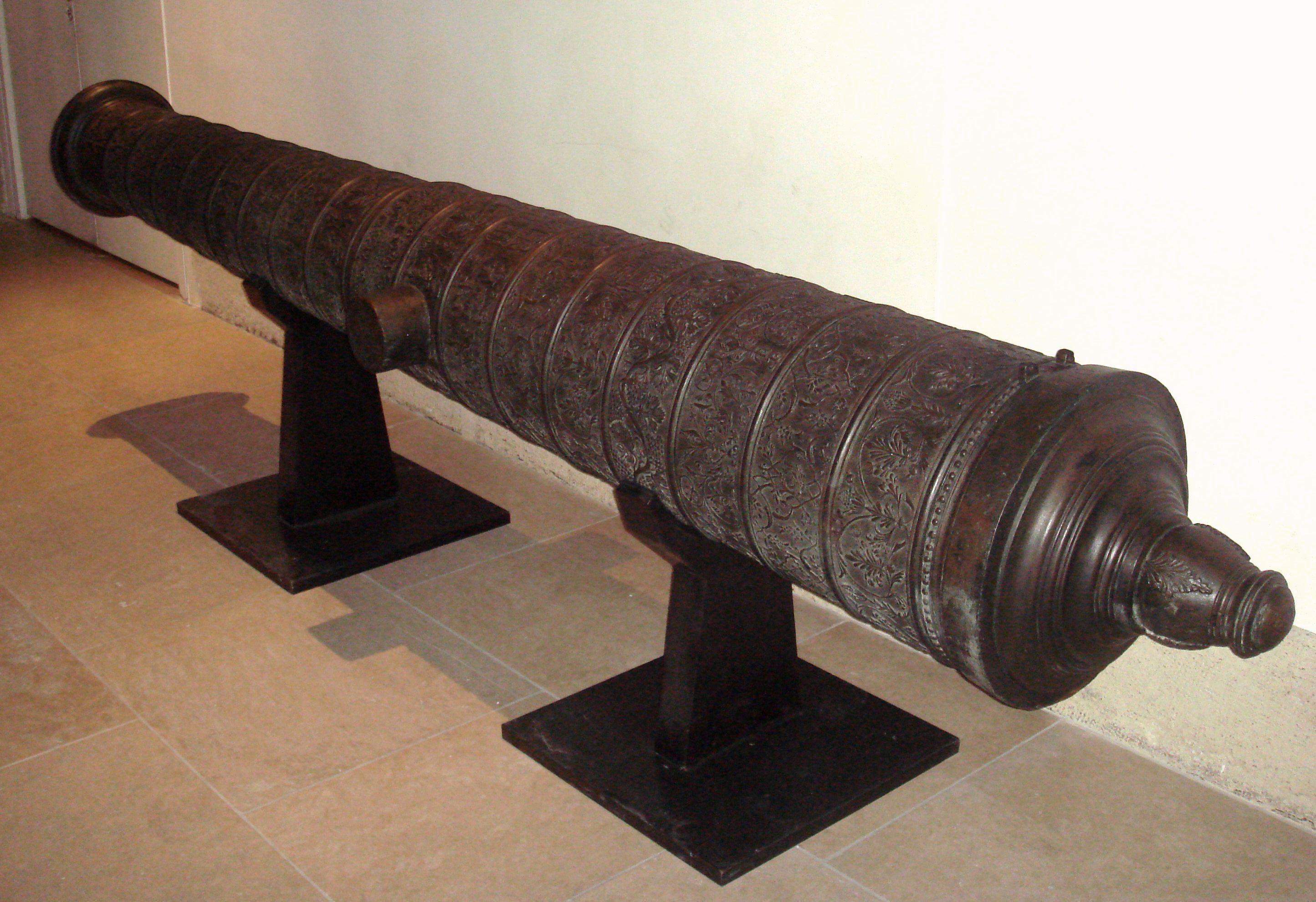
Cannone ottomano decorato, lunghezza: 385cm, calibro:178mm, peso: 2910 kg, proiettili in pietra, fuso l'8 ottobre 1581 ad Algeri, sequestrato dalla Francia ad Algeri nel 1830. Musée de l'Armée, Parigi.

L'invasione di Algeri del 1830 fu un'operazione militare su larga scala con la quale il Regno di Francia, sotto Carlo X, invase e conquistò la Reggenza di Algeri allora sotto il dominio dell'Impero ottomano. Algeri era vassallo degli ottomani sin dalla Conquista di Algeri del 1529 da parte di Hayreddin Barbarossa.
Nel 1827 un incidente diplomatico, il cosiddetto caso del ventaglio, servì da pretesto per iniziare un blocco del porto di Algeri. Dopo tre anni di blocco e un incidente più grave in cui venne bombardata una nave francese che trasportava un ambasciatore con una proposta di negoziati, i francesi decisero che era necessaria un'azione più energica. Carlo X aveva anche bisogno di distogliere l'attenzione dalle turbolente vicende interne francesi che culminarono con la sua deposizione durante le successive fasi dell'invasione nella Rivoluzione di luglio.
L'invasione iniziò il 5 luglio 1830 con un bombardamento navale eseguito dalla flotta comandata dall'ammiraglio Duperré, e uno sbarco di truppe sotto il comando di Louis Auguste Victor de Ghaisne, conte di Bourmont. I francesi sconfissero velocemente le truppe di Hussein Dey, governatore ottomano, ma si diffuse una resistenza dei nativi. Ciò provocò una lunga campagna militare, durata più di quarantacinque anni, per sradicare l'opposizione popolare alla colonizzazione. La cosiddetta "pacificazione" fu caratterizzata dalla resistenza di figure come Ahmed Bey, Abd el-Kader e Lalla Fadhma n'Soumer.
L'invasione segnò la fine di molti secoli di dominio ottomano in Algeria e l'inizio dell'Algeria francese. Nel 1848, i territori conquistati intorno ad Algeri vennero organizzati in tre dipartimenti, definendo i territori della moderna Algeria.

## Antefatto
Durante le guerre napoleoniche, l'Algeria ottomana beneficiò in maniera notevole del commercio nel Mediterraneo, e delle massicce importazioni di cibo dalla Francia, acquistate a credito. La Restaurazione francese limitò il commercio, mentre il Mediterraneo era completamente controllato dalla British Royal Navy e dalla ricostruita Marina francese. Il dey tentò di rimediare al decremento dei suoi introiti aumentando le tasse, creando resistenza nei contadini e aumentando l'instabilità nel paese, cosa che portò a una diffusa pirateria contro il trasporto dall'Europa e dai giovani Stati Uniti d'America. Questo a sua volta portò alla prima e alla seconda guerra barbaresca, culminata nell'agosto 1816, quando Lord Exmouth eseguì il bombardamento navale di Algeri.
La larga impopolarità della Restaurazione francese rese la Francia instabile. Nel tentativo di distrarre i sudditi dagli affari domestici, re Carlo X decise di iniziare una politica coloniale.
Nel 1827, Hussein Dey, governatore ottomano dell'Algeria, chiese ai francesi di saldare un debito, vecchio di trentuno anni, contratto nel 1799 per acquisti di rifornimenti per le truppe della napoleonica campagna d'Egitto. Il console francese, Pierre Deval, rifiutò di dare una risposta soddisfacente al dey, e in un impeto di rabbia, Hussein Dey toccò il console con il suo ventaglio. Carlo X usò questo come pretesto per avviare un blocco contro il porto di Algeri. Il blocco durò tre anni, ed era soprattutto a scapito dei mercanti francesi che non potevano fare affari con Algeri, mentre i pirati barbareschi erano in grado di eludere il blocco. Quando la Francia, nel 1829, inviò un ambasciatore al dey con una proposta per i negoziati, questi rispose con il fuoco dei cannoni diretto verso una delle navi del blocco. La Francia quindi stabilì che era necessaria un'azione più energica.
Re Carlo X decise di organizzare una spedizione punitiva sulle coste di Algeri per punire la "impudenza" del dey, nonché per sradicare i corsari barbareschi che avevano usato Algeri come un rifugio sicuro. La parte navale dell'operazione venne affidata all'ammiraglio Duperré, che la sconsigliò trovandola troppo pericolosa, ma gli venne comunque affidato il comando della flotta. Le operazioni di terra vennero affidate a Louis Auguste Victor de Ghaisne, conte di Bourmont.
Il 16 maggio, una flotta di 103 navi da guerra e 464 navi per il trasporto delle truppe, partì da Tolone, trasportando 37 612 uomini armati. Il territorio era ben noto, grazie alle osservazioni fatte durante il Primo Impero, e venne scelto Sidi Ferruch come luogo di sbarco, a 25 chilometri ad ovest di Algeri.
L'avanguardia della flotta giunse ad Algeri il 31 maggio, ma l'intera flotta giunse soltanto il 14 giugno.

## Ordine di battaglia

### Flotta francese
- Hercule (74), nave ammiraglia. Admiral Duperré
- Marengo (74)
- Trident (74)
- Duquesne (80), capitano Bazoche
- Algésiras (80)
- Conquérant (80)
- Couronne (74)
- Ville de Marseille (74)
- Pallas (60),
- Melpomène (60),
- Aréthuse (46)
- Pauline (44)
- Sphinx
- Nageur

## Invasione
Le truppe francesi sbarcarono a Sidi Ferruch il 14 giugno 1830 incontrando una minima opposizione. Nel giro di pochi giorni, tuttavia, le truppe algerine dell'Alcalde cominciarono a sollevarsi contro gli invasori. Il 18 giugno, Hussein Dey assemblò un esercito di 10 000 uomini, composto da 1 000 giannizzeri, 5 000 mori e 3 000 arabi e berberi di Orano, Titteri e Medea. Bourmont mantenne con facilità il contrattacco fino al 28 giugno, quando vennero sbarcate le armi di assedio, rendendo così possibile attaccare Algeri.
Sultan-Khalessi, il principale difensore della città, venne attaccato il 29 giugno e cadde il 4 luglio. Il Bey iniziò i negoziati, che portarono alla sua capitolazione il giorno successivo. Allo stesso tempo, in Francia, la Rivoluzione di luglio portò alla deposizione di Carlo X. Truppe francesi entrarono in città il 5 luglio, ed evacuarono la Casbah il 7 luglio. I francesi avevano subito 415 perdite umane.
Il Dey venne esiliato a Napoli, e alcuni giannizzeri vennero esiliati nell'Impero ottomano. Bourmont insediò immediatamente un consiglio comunale e un Comitato governativo per amministrare la città.
Prima che venisse insediato il nuovo governo di Algeri, Bourmont colpì Blida e occupò Bona e Orano ai primi di agosto. L'11 agosto, la notizia della rivoluzione di luglio raggiunse Algeri, ed a Bourmont fu chiesto di giurare fedeltà al successore di Carlo, Luigi Filippo ma egli si rifiutò. Venne quindi sollevato dal comando e sostituito dal generale Bertrand Clausel il 2 settembre. Vennero avviati negoziati con i Bey di Titteri, Orano e Costantina per imporre un protettorato francese.